# Cozauhcacinteotl
Cozauhcacinteotl (aussi Cozauhca-Cinteotl) dans la mythologie aztèque, est le dieu du maïs jaune, sa mère est la déesse Centeotl. Ses frères sont Iztaccinteotl, Tlatlauhcacinteotl, Yayauhcacinteotl.